# کوول
کوول (اوکراینی: Ко́вель, تلفظ می‌شود [ˈkɔʋelʲ]) شهری در استان ولین در کشور اوکراین است. جمعیت این شهر ۶۷,۹۹۱ نفر (۲۰۲۱ تخمینی)است.

## نگارخانه

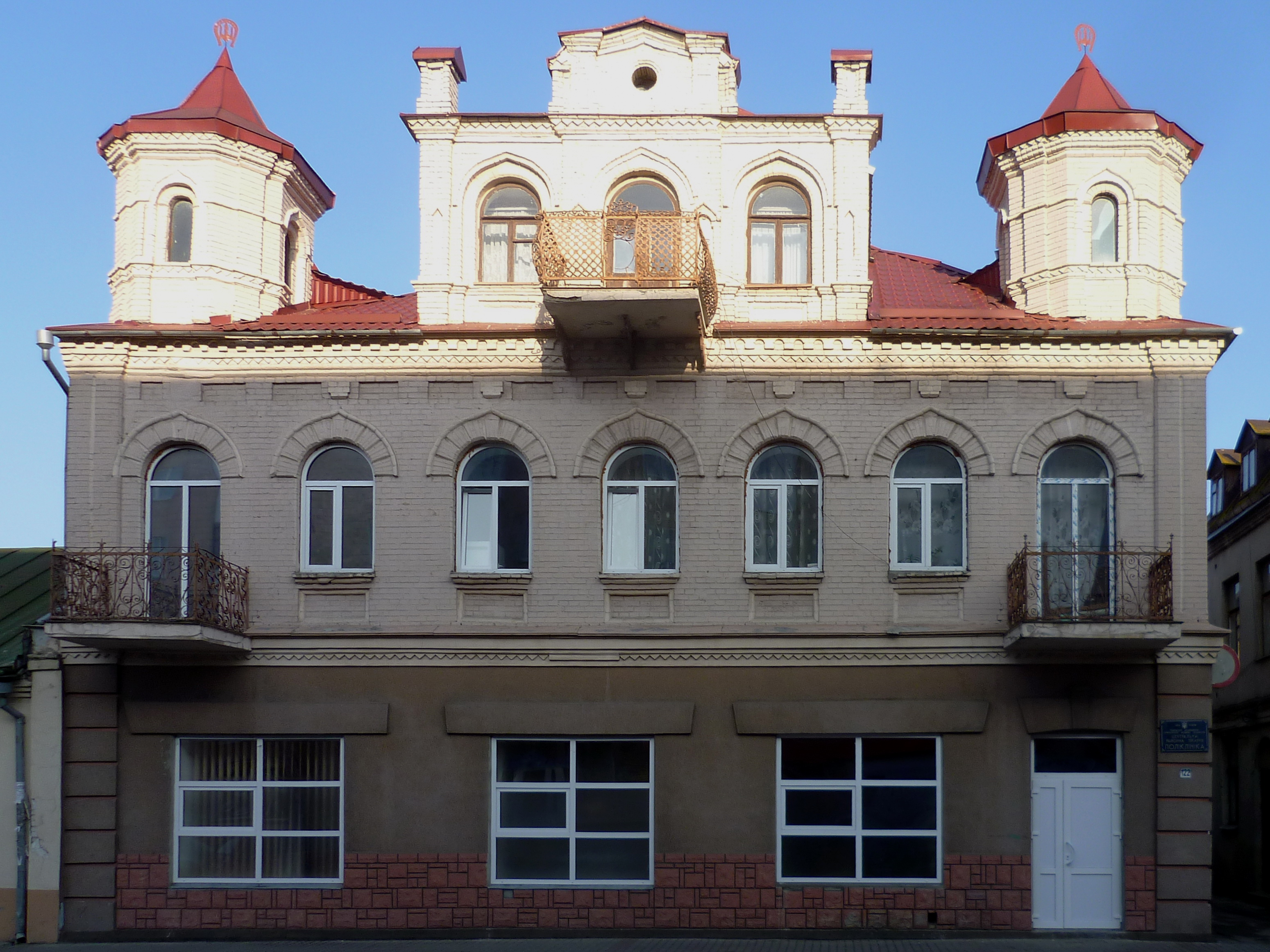
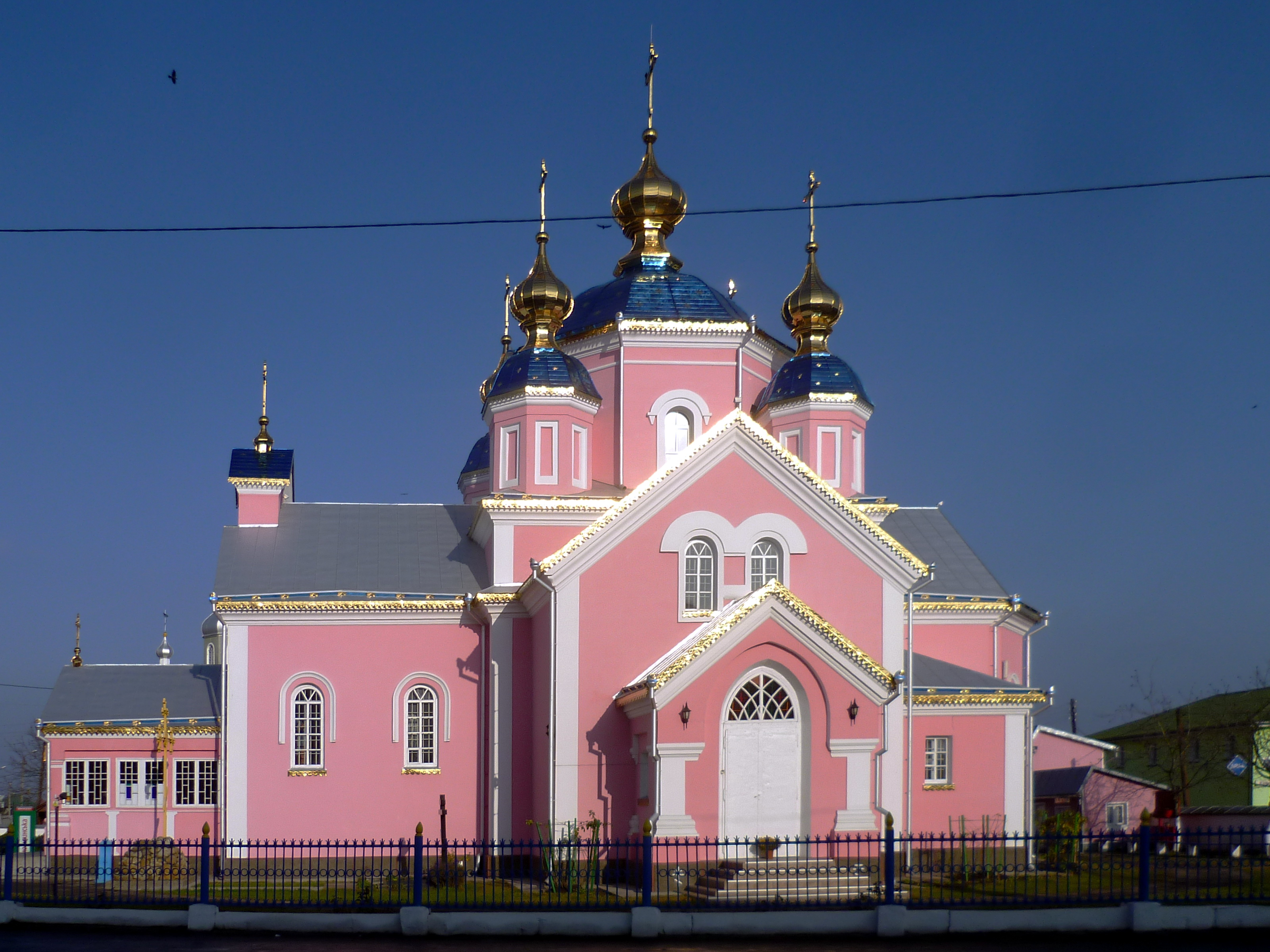
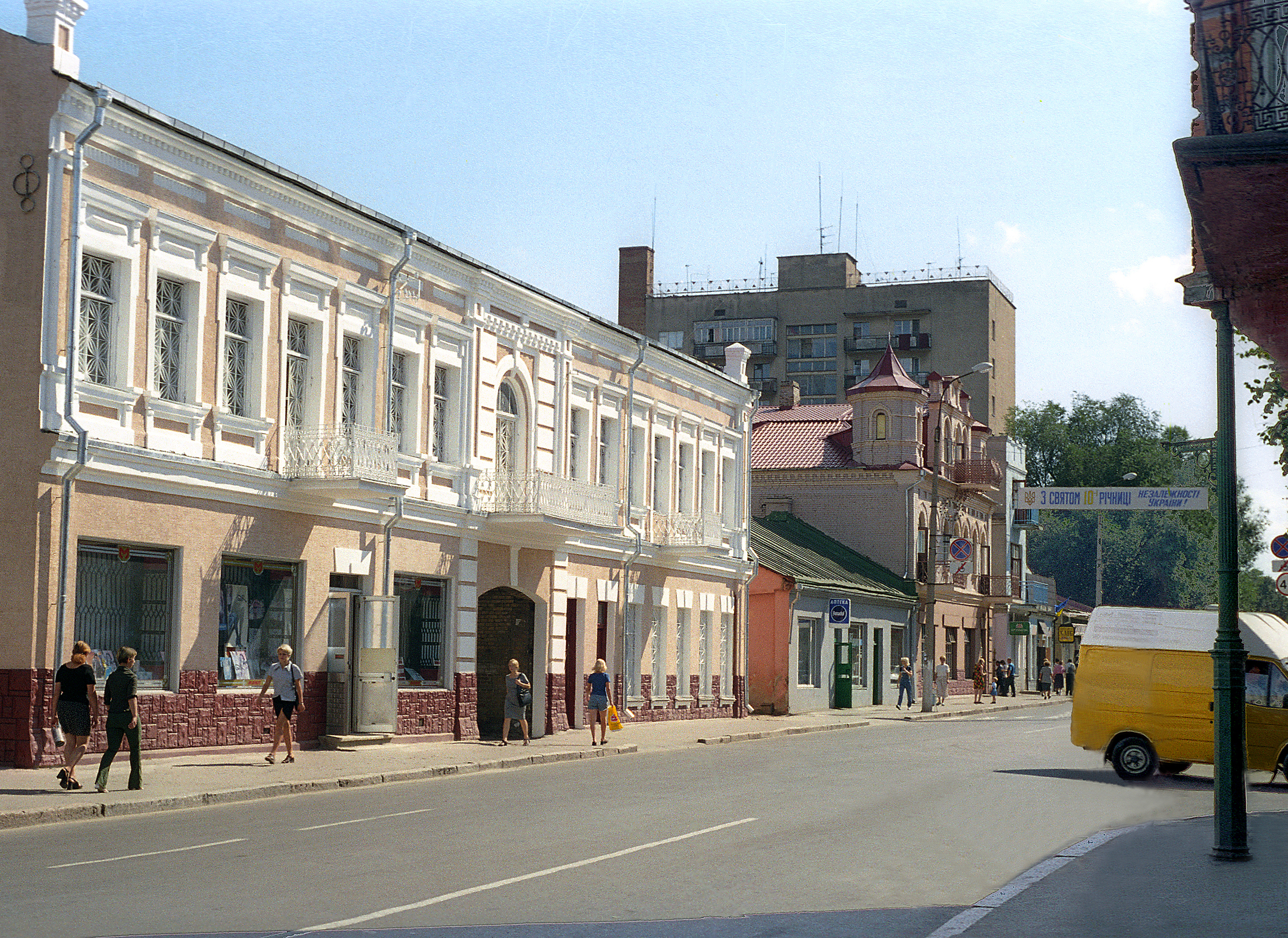
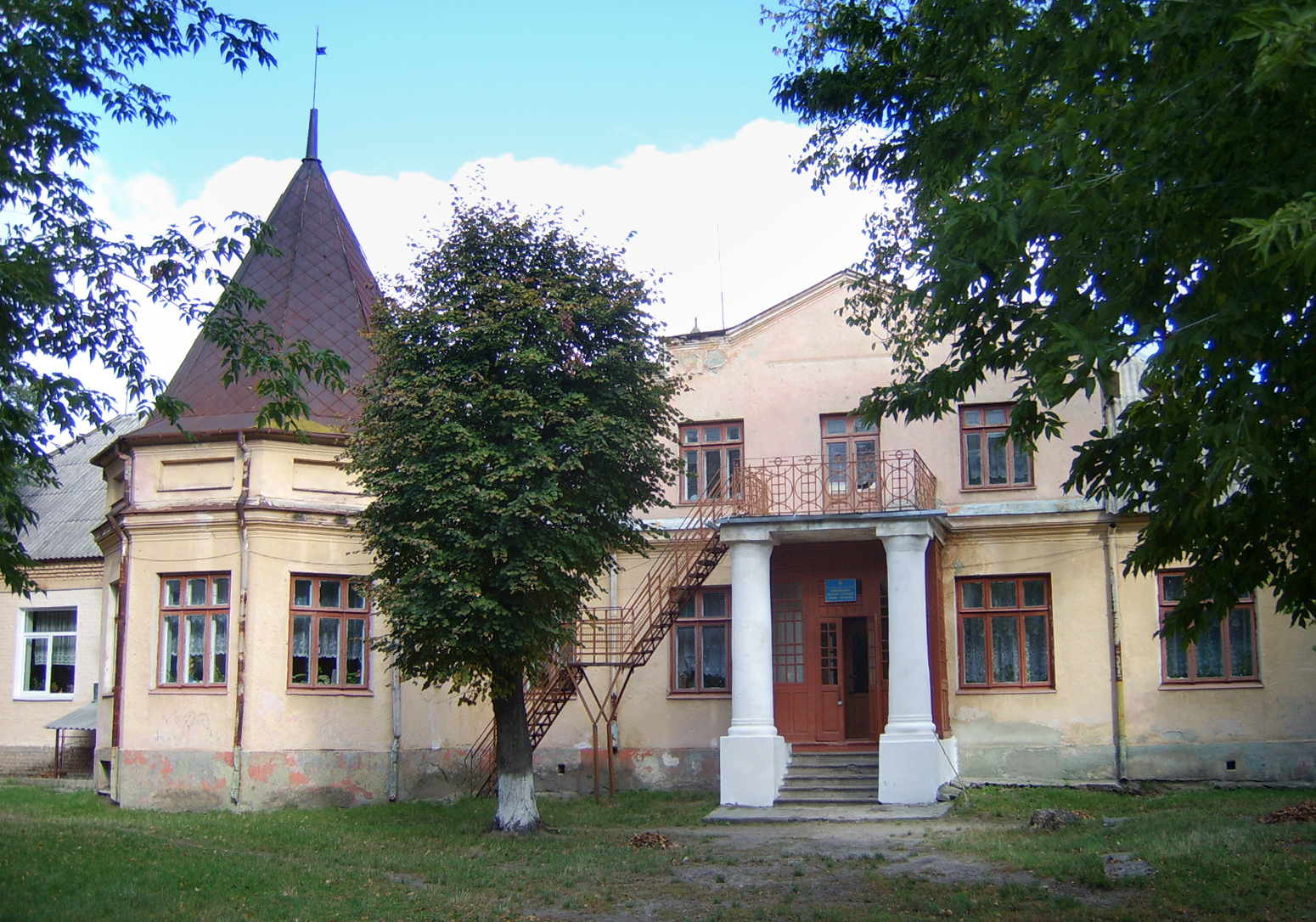
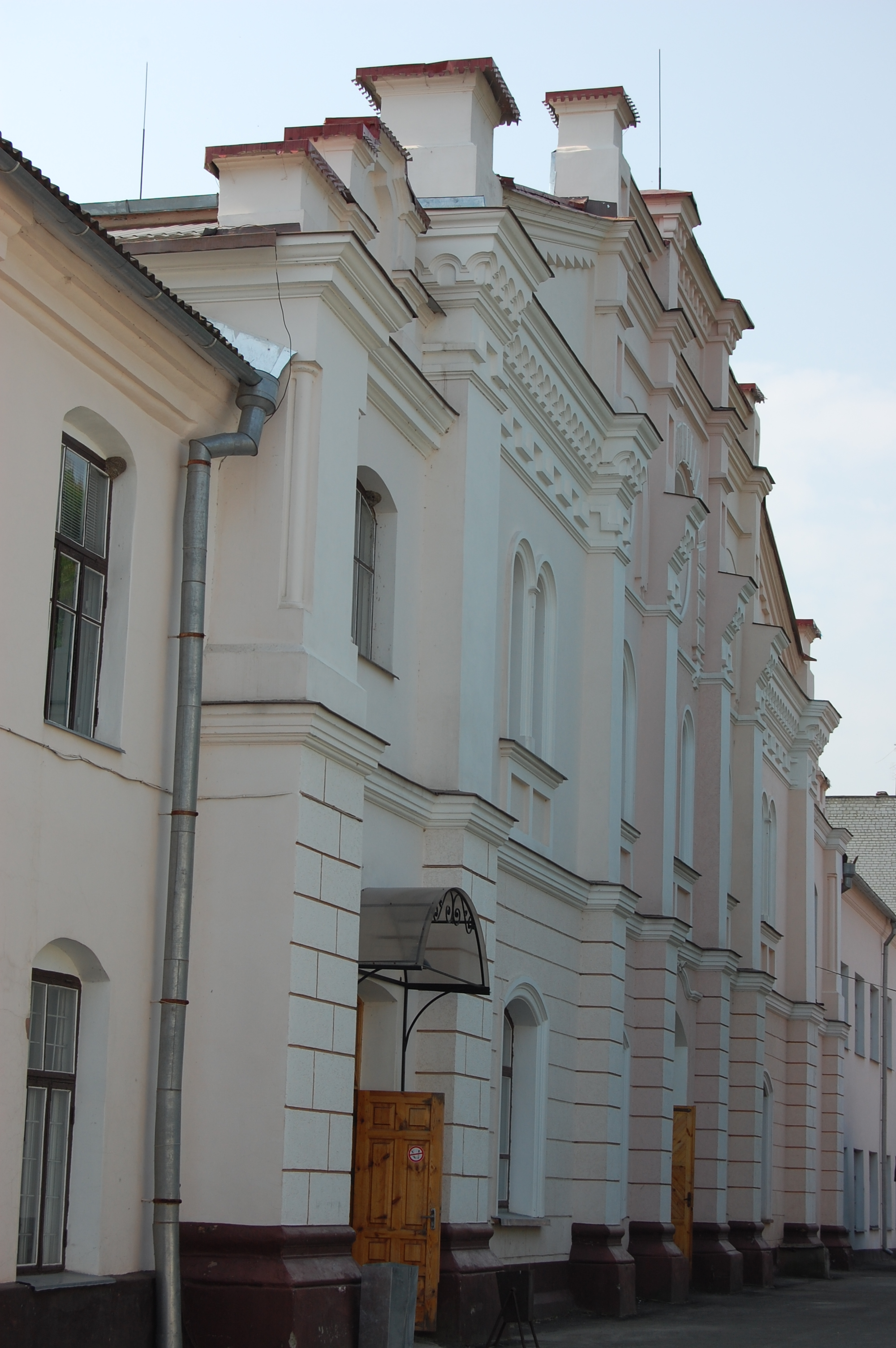
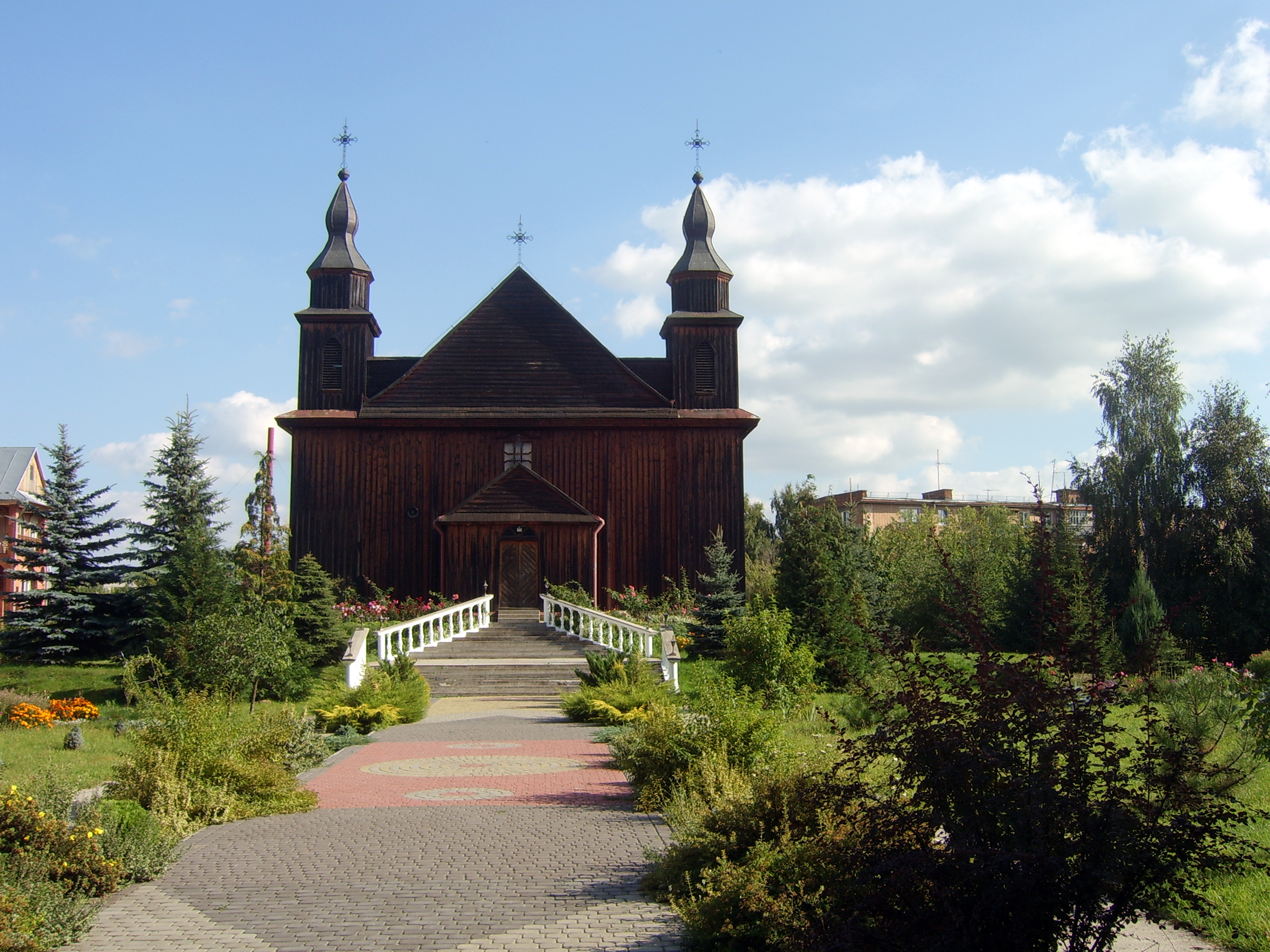
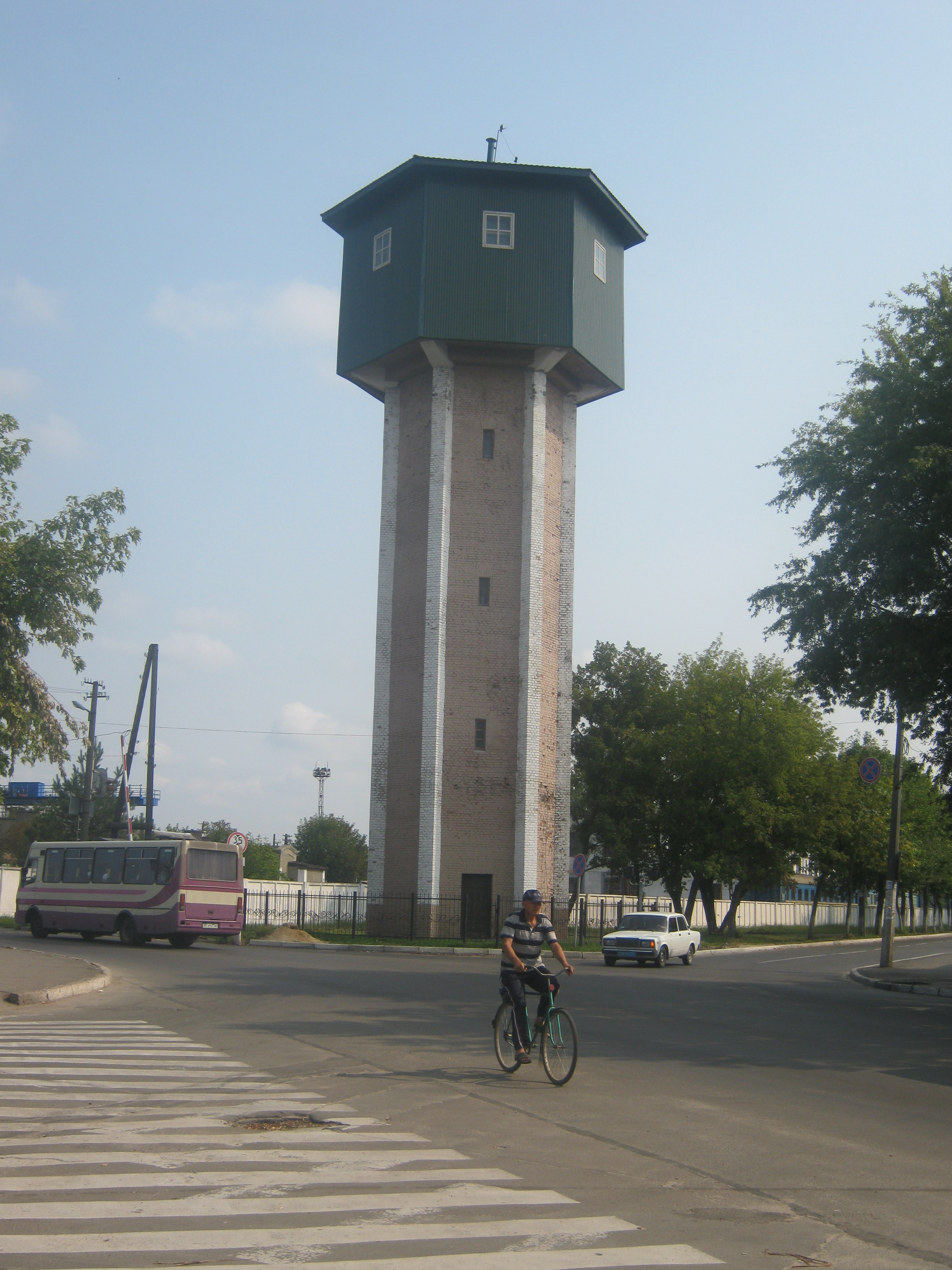
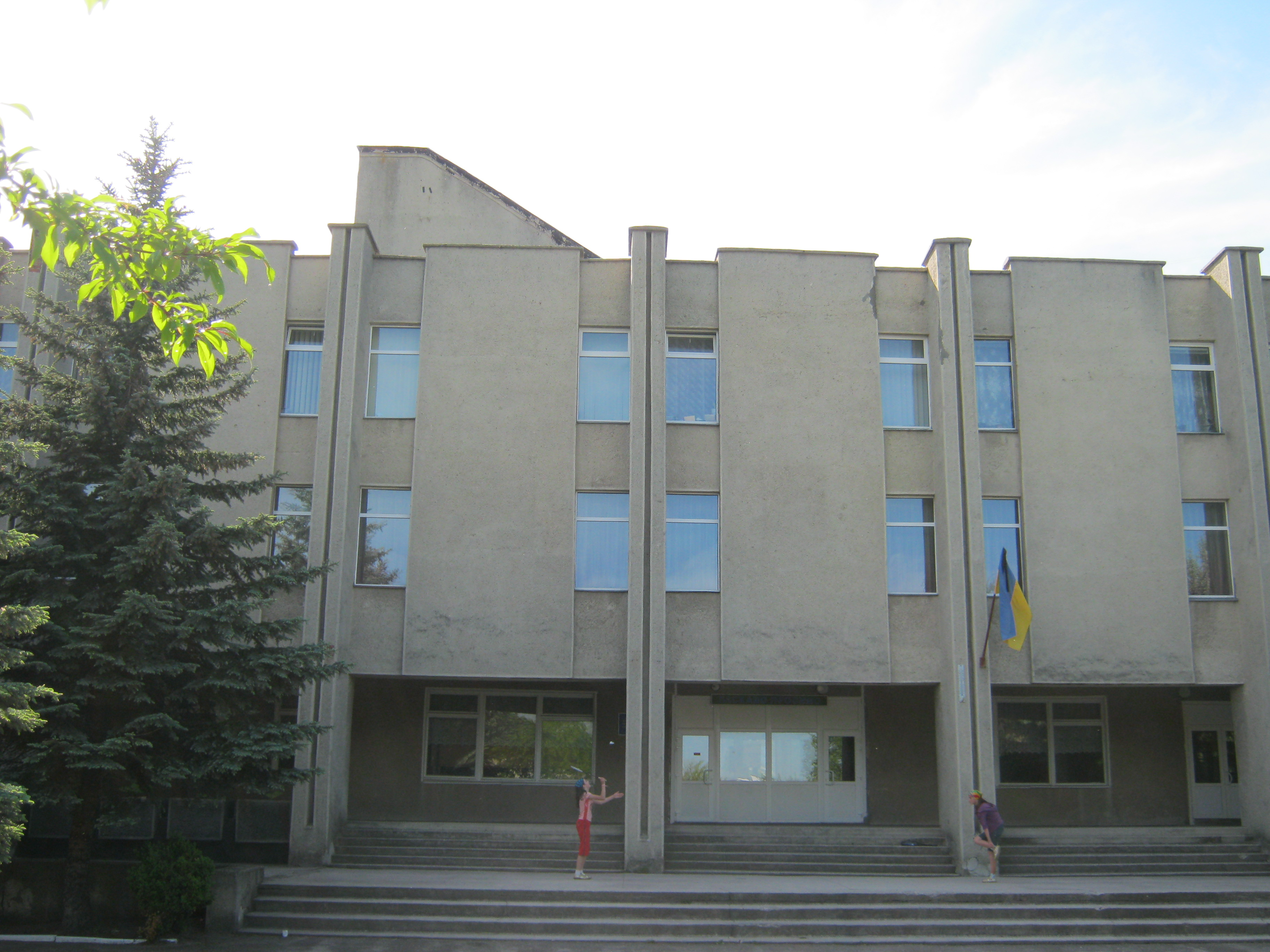